# Gwisztibi
Gwisztibi (gruz. გვიშტიბი) – wieś w Gruzji, w regionie Imeretia, w gminie Ckaltubo. W 2014 roku liczyła 1249 mieszkańców.

## Urodzeni
- Otia Ioseliani